# 弗斯半島
弗斯半島（英語：Furse Peninsula），是南極洲的半島，位於南設得蘭群島，處於吉布斯島東部，在1980年由英國南極名稱諮詢委員會命名，現時由南極條約體系管理。